# Satoshi Koizumi
Satoshi Koizumi (født 9. juni 1985) er en tidligere japansk fodboldspiller.
Han har spillet for flere forskellige klubber i sin karriere, herunder Tokushima Vortis.